# 比亚里茨灯塔
比亚里茨灯塔（Phare de Biarritz）是一座海上标志设施，位于法国大西洋比利牛斯省比亚里茨的圣马丁角（pointe Saint-Martin），这是一个俯瞰城市的岩石悬崖。白色锥形塔，建于1830-1832年。
这座灯塔计划于1825年，建于1830年， 自1834年2月1日起投入使用。
灯塔位于圣马丁角，海拔75米，高47.05米。目前的光学元件由菲涅耳透镜和回复反射器环组成，安装于1904年。它在夜间以两道白光扫过10秒，视野为26海里（48公里）。
灯塔的形状是圆柱形，放在两层的八角形基座上，1953年电气化，1980年实现自动化。2009年11月6日公布为法国历史遗迹。
室内楼梯包括248级台阶，铜穹顶上装饰着十二个铜狮，充当雨漏。

## 历史
2019年8月24日星期六，灯塔举办一次晚宴，作为七国集团首脑峰会的一部分，参加者包括法国总统埃马纽埃尔·马克龙、美国总统唐纳德·特朗普、德国总理安格拉·默克尔以及日本首相安倍晋三、英国首相鲍里斯·约翰逊、加拿大首相贾斯汀·特鲁多和意大利总理朱塞佩·孔特。

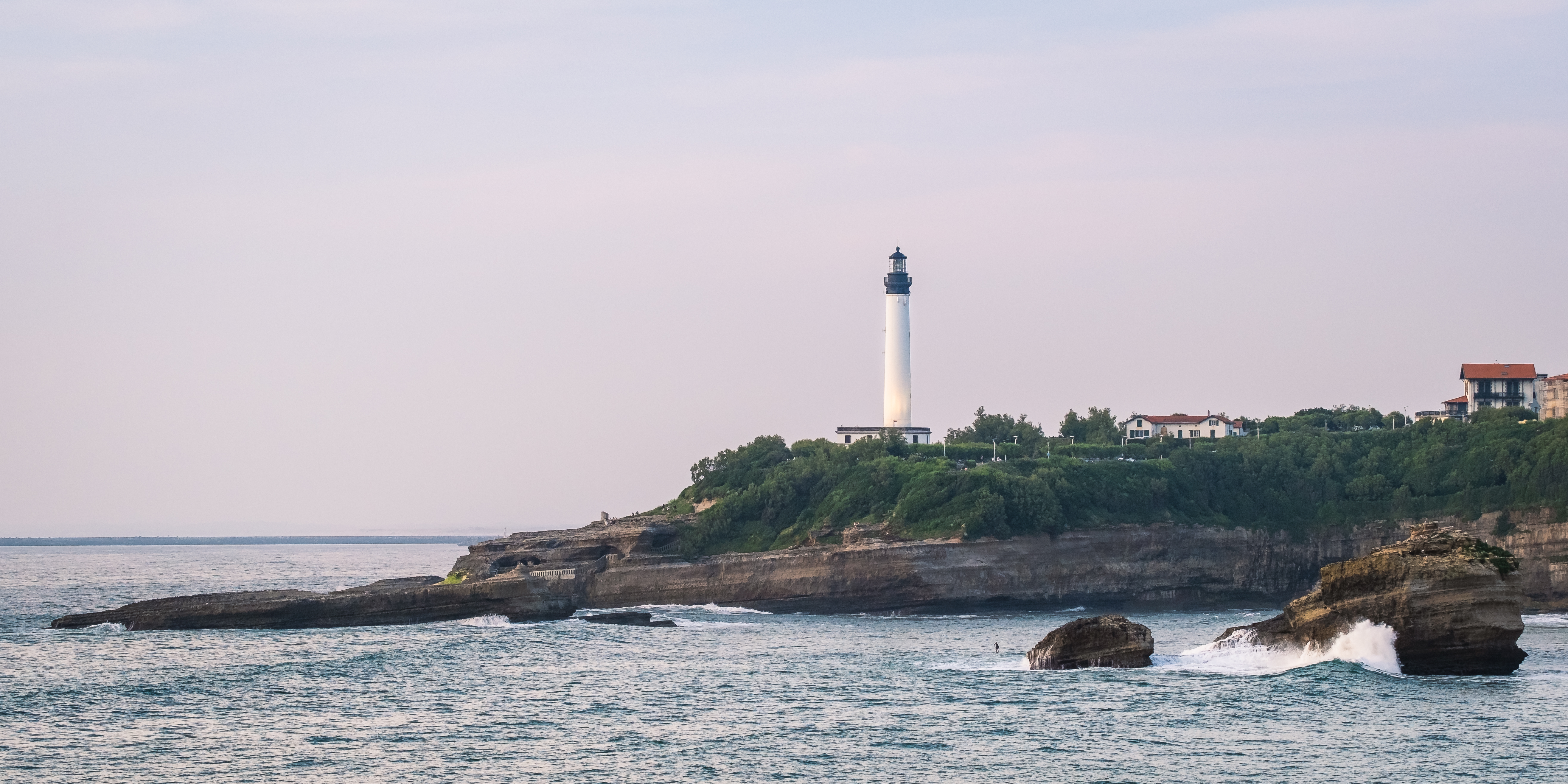
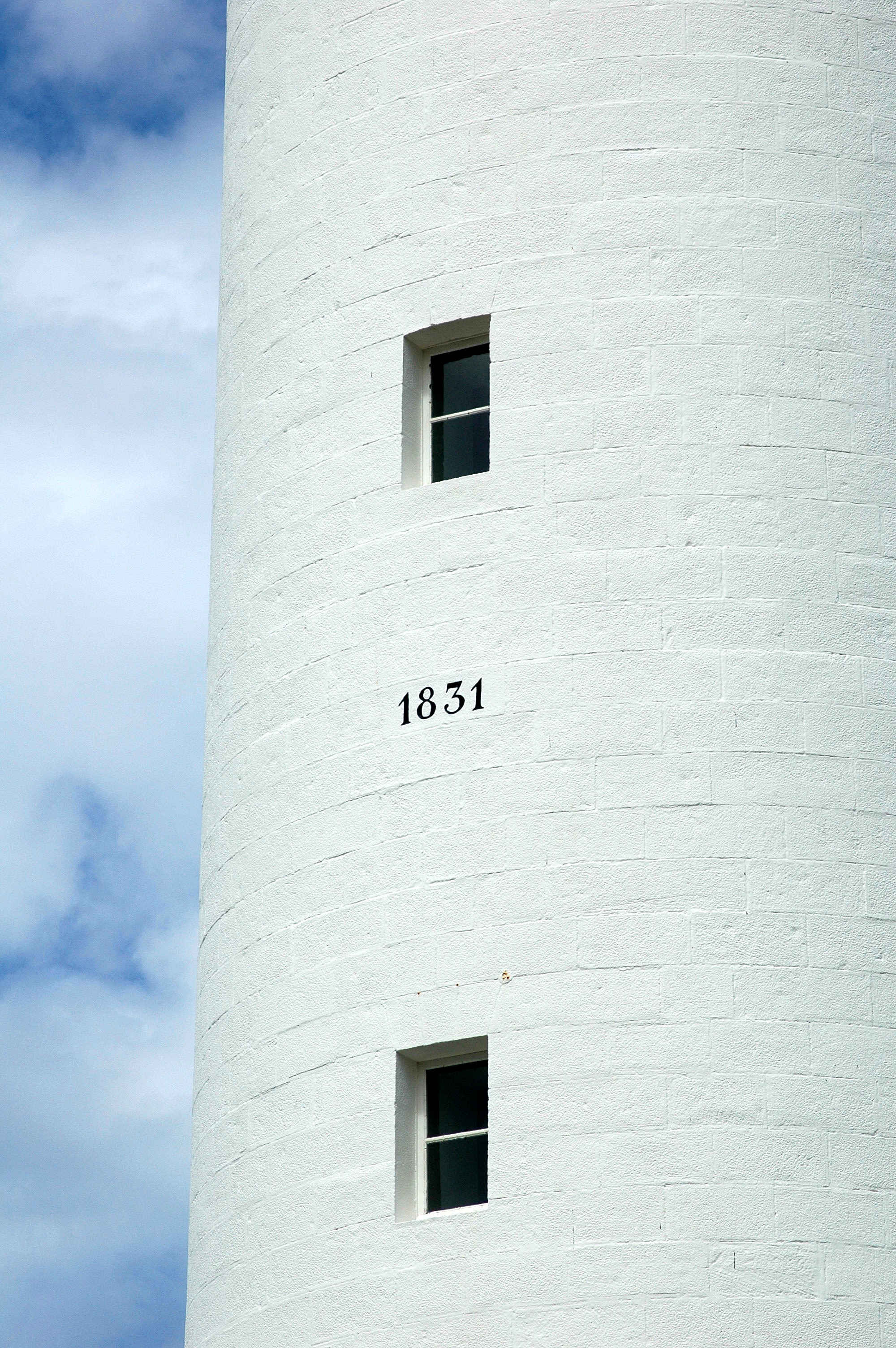
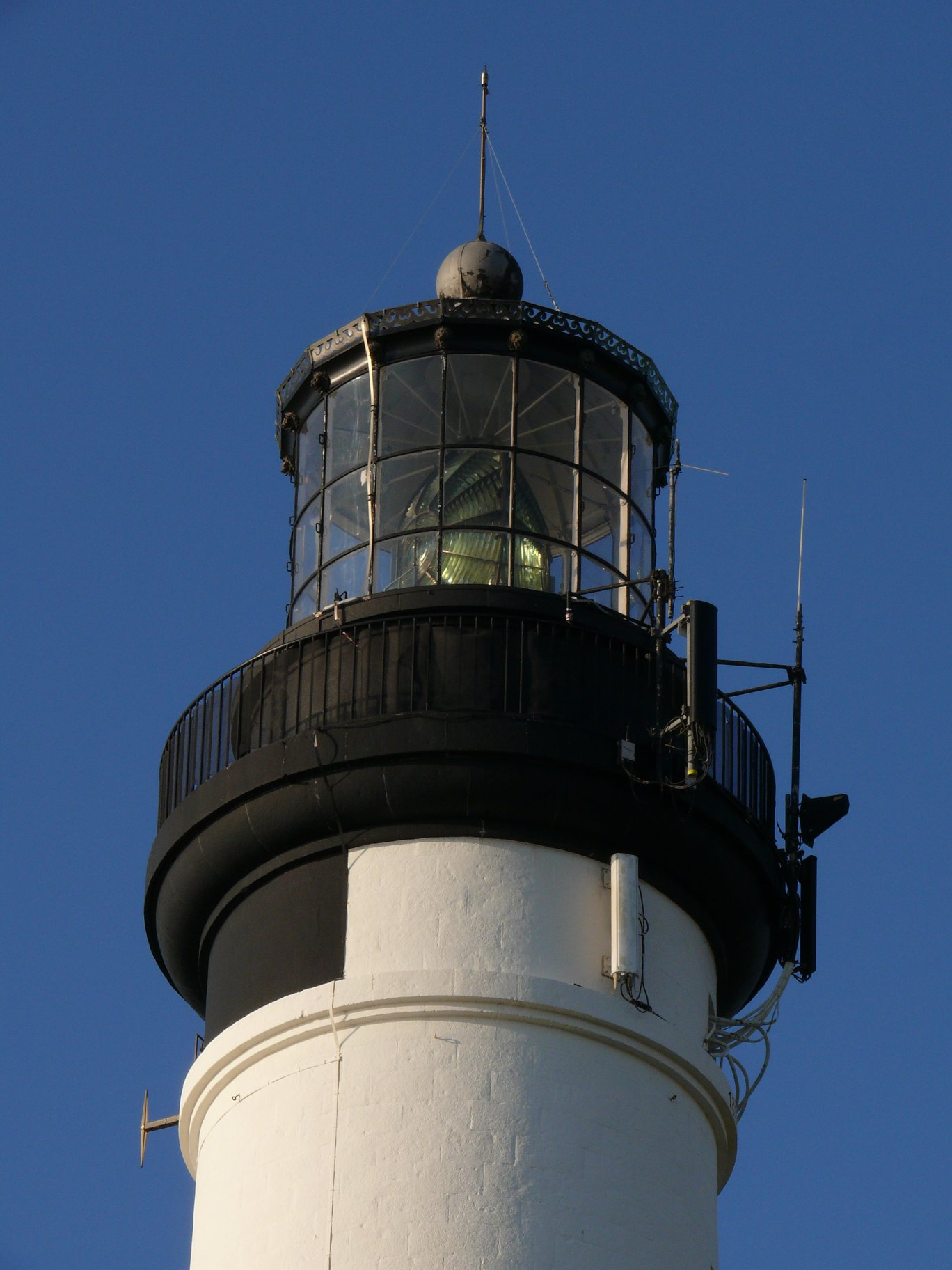
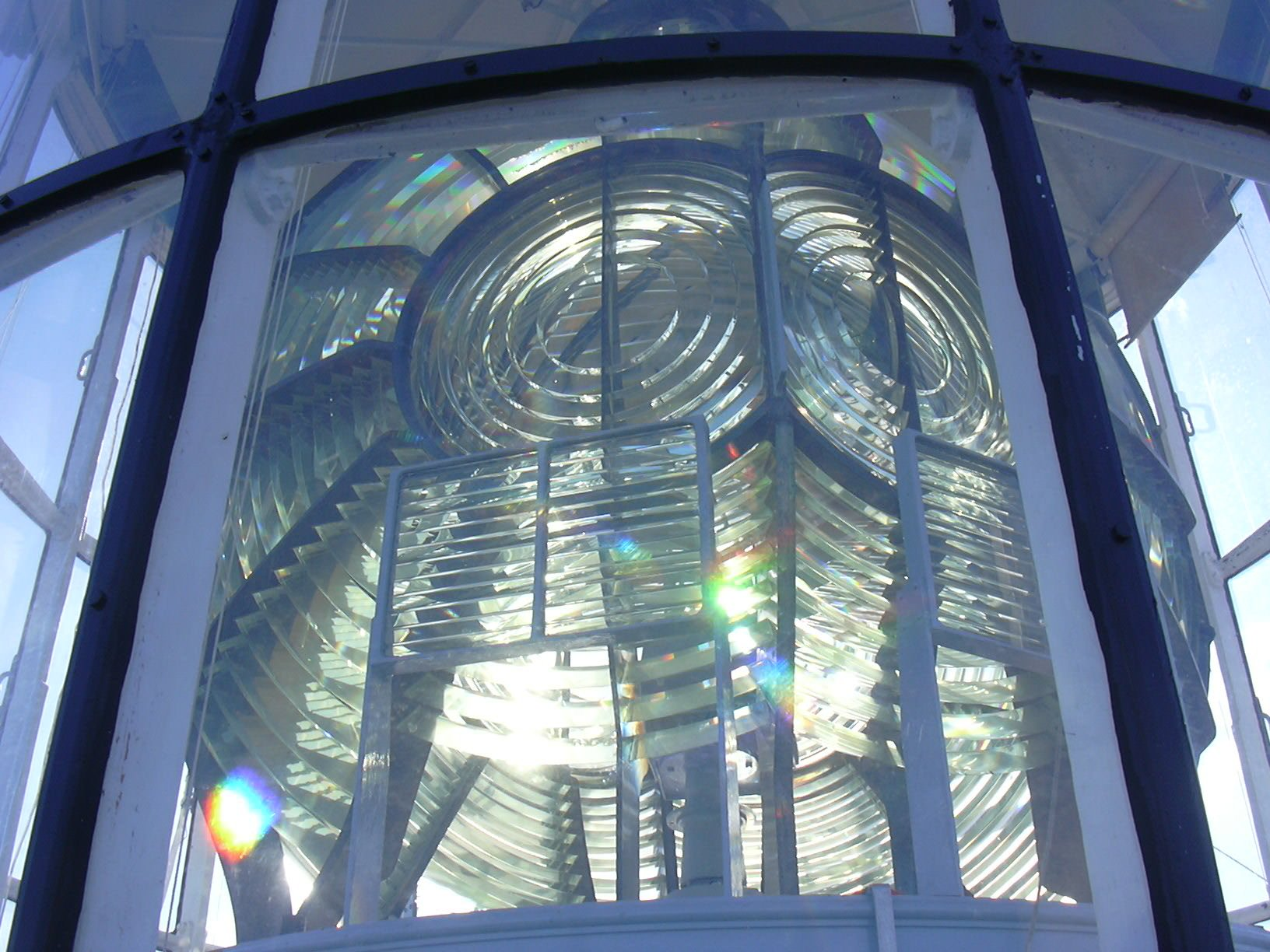
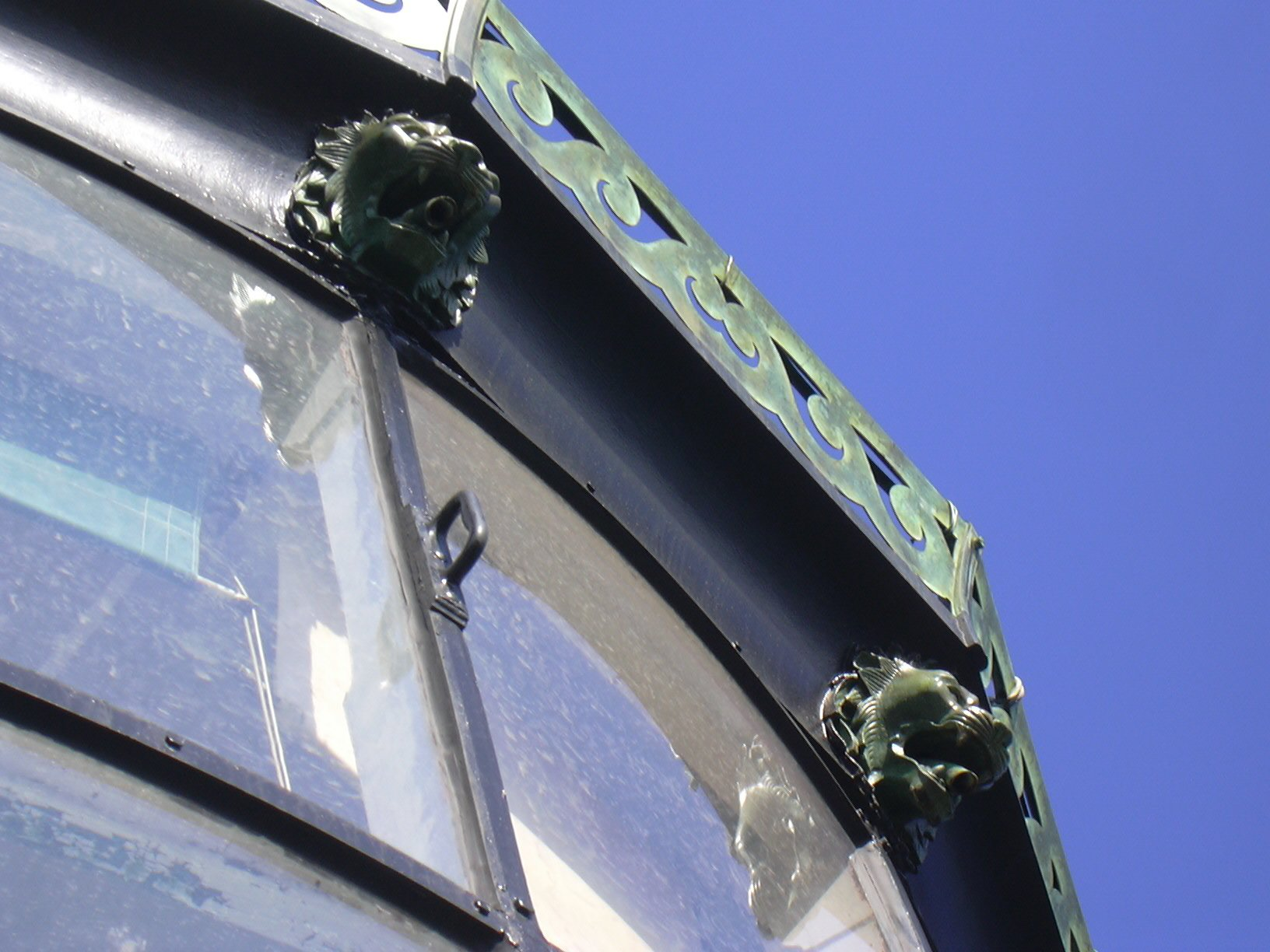